# 勝呂誉
勝呂 誉（すぐろ ほまれ、1940年6月1日 - ）は、日本の俳優。兵庫県芦屋市出身。

## 来歴
兵庫県立芦屋高等学校卒。俳優座で演劇勉強中の1961年、テレビドラマ「青年の樹」でデビュー。
日米合作映画『勇者のみ』では監督・主演のフランク・シナトラと共演し、歌手としても「銀座浪漫」（結城忍作詞・伴謙介作曲）を発表。今もディナーショーなどで歌い続けている。
数々のクイズ番組で好成績を収めるなど知性派タレントとしても活躍。そのクイズ番組のひとつ『クイズタイムショック』では「無制限勝ち抜き制」というシステムだった時代に57人連続勝ち抜きという番組記録を作った。
「青年の樹」で共演した大空眞弓と結婚し一児をもうけたが、後に離婚。現夫人は一般人。親友である俳優の石立鉄男と兵庫県でペットショップを共同経営していた。その後、大阪市十三にあるホテル、プラザオーサカのアドバイザリー・スタッフに就任し、同ホテルのCMにもしばらく出演していた。現在は同ホテルで不定期にトークショー、及びラジオ関西「ヒロノツトムの走れタコ」に準レギュラーで出演中。
2002年に元俳優の息子（当時26歳）が2度目の覚せい剤使用で逮捕された。東京地裁での公判では弁護側の情状証人として大空とともに出廷し「責任を持って改心させたい。これからは手元に置き、何かあったらぶん殴ってでも更生させる」、閉廷後には「（大空の）育て方が甘かったんだろう。これからはこちらで育てたい」と述べた。その後、懲役2年6月執行猶予5年の有罪判決が出た際は「猶予がついてよかった」とコメントした。しかし、2008年の4月に三度目の逮捕をされ、同年の6月には、1年4か月の実刑を下されている。

## 人物
趣味はゴルフ、旅行。

## 主な出演

### 映画
- ある大阪の女（1962年、宝塚映画 / 東宝）
- 非情の青春（1962年、東宝）
- かあさん長生きしてね（1962年、松竹）
- かあちゃん結婚しろよ（1962年、松竹）
- 下町の太陽（1963年、松竹）
- 魚河岸の旋風娘（1963年、松竹）
- 二人で胸を張れ（1963年、松竹）
- 歌くらべ満月城（1963年、松竹）
- 続・拝啓天皇陛下様（1964年、松竹）
- 女嫌い（1964年、松竹）
- 駆逐艦雪風（1964年、佐野芸能プロダクション・松竹）
- 二十一歳の父（1964年、松竹）
- さまざまの夜（1964年、松竹）
- にっぽん・ぱらだいす（1964年、松竹）
- 明日の夢があふれてる（1964年、松竹）
- 勇者のみ（1964年、製作：東京映画=シナトラ・エンタープライズ/配給：東宝）
- ハイウェイの王様（1965年、松竹）
- 母の歳月（1965年、松竹）
- サラリーマンの勲章（1965年、松竹）
- アンコ椿は恋の花（1965年、松竹）
- 馬鹿っちょ出船（1965年、松竹）
- 青春の言葉より　風にきけ雲にきけ（1966年、松竹）
- 孤島の太陽（1968年、日活）
- 電エースカオス（2023年12月22日、エクストリーム）[6]

### テレビドラマ
- 青年の樹（1961年、TBS）
- お気に召すまま（1962年7月14日、NETテレビ）第1話「あなたがもう一人」  敬一
- 箱根山（1963年、TBS）
- 大学生諸君!（1963年、TBS）清隆一郎
- 七人の孫（1964年-1965年、TBS）
- たまゆら（1965年、NHK総合）
- 何処へ（1966年、日本テレビ） - 伊能琢磨
- 金色夜叉（1966年、フジテレビ）間貫一
- とぼけた奴ら（1967年、NET）
- 風 第31話「虫けら野郎」（1968年、TBS）
- 誰がための愛（1968年、東海テレビ）
- 怪奇大作戦（1968年 - 1969年、TBS/円谷プロ）三沢京助
- お嫁さん（第5シリーズ）（1968年10月‐1969年3月、フジテレビ / 松竹） 山岡茂
- 窯ぐれ女（1969年、東海テレビ） 加藤清高
- 見合い恋愛（1969年9月1日放送）‐第3話「おふくろと恋人」-ゲスト主演
- 水戸黄門（TBS/C.A.L）
  - 第1部 第14話「叛逆者の群れ -讃岐-」（1969年11月3日）松平頼豊
  - 第4部 第29話「しのびの殿さま -郡山-」（1973年8月6日） 松平大和守正保
  - 第7部 第17話「黄門さまの駒裁き -天童-」（1976年9月13日） 織田信年
  - ナショナル劇場50周年記念特別企画スペシャル （2006年3月13日） 新井白石
- 鬼平犯科帳（NET）
  - 第1シリーズ 第47話「運の矢」（1970年） - 天野源助
- 火曜日の女シリーズ クラスメート -高校生ブルース- （1971年、日本テレビ）
- 新・平家物語 （1972年、NHK総合） 平宗盛
- 天国の父ちゃんこんにちは（1968年、TBS）
- 一心太助 第19話「昔より女ならでは」（1972年、フジテレビ）速水作之進
- 紫頭巾（1972年、東京12チャンネル/松竹） - 松平定信
- 怪談 第8回「大奥あかずの間」（1972年、毎日放送） - 徳川綱吉
- 恐怖劇場アンバランス 第11話「吸血鬼の絶叫」（1973年、フジテレビ/円谷プロ）東田一平
- ライオン奥様劇場 / 新妻鏡（1974年、フジテレビ）
- 女と味噌汁その28（1974年、TBS）
- 阪急ドラマシリーズ第12作 / あこがれ雲（1975年、宝塚映像/関西テレビ）
- 妻そして女シリーズ / 女の日時計 （1975年、毎日放送）
- 西遊記（1978年、日本テレビ）- 観世音菩薩
- 遅咲きの梅（1980年、TBS）
- ダイヤモンドの恋（2005年、NHK総合）

### 舞台
- 吉井川（1973年）
- ご存知喜劇王　エノケン・ロッパ物語（新宿コマ劇場）
- 江利チエミ特別公演「恋ぐるま」
- 細川たかし特別公演「吉良の仁吉」
- 千昌夫特別公演「夢をつかむ男」
- 藤あや子特別公演「小柴　花のいのち」（1998年）
- 無法松の一生
- 阿修羅のごとく
- 白足袋の女

### バラエティー番組ほか
- クイズタイムショック（テレビ朝日） - 11回連続で出場し、うち2回パーフェクトを達成
- 第11回日本レコード大賞（TBS） - 1969年12月31日。※カラー映像が現存する
- サンテレビボックス席（サンテレビ、関西ローカル） - 阪神タイガース戦中継ゲスト（解説：後藤次男）

### ラジオ
- ヒロノツトムの走れタコ（ラジオ関西）

### DVD出演
- DVD怪奇大作戦Vol.2特典映像「怪奇大作戦」（2004年、デジタルウルトラシリーズ）